# Stermolen

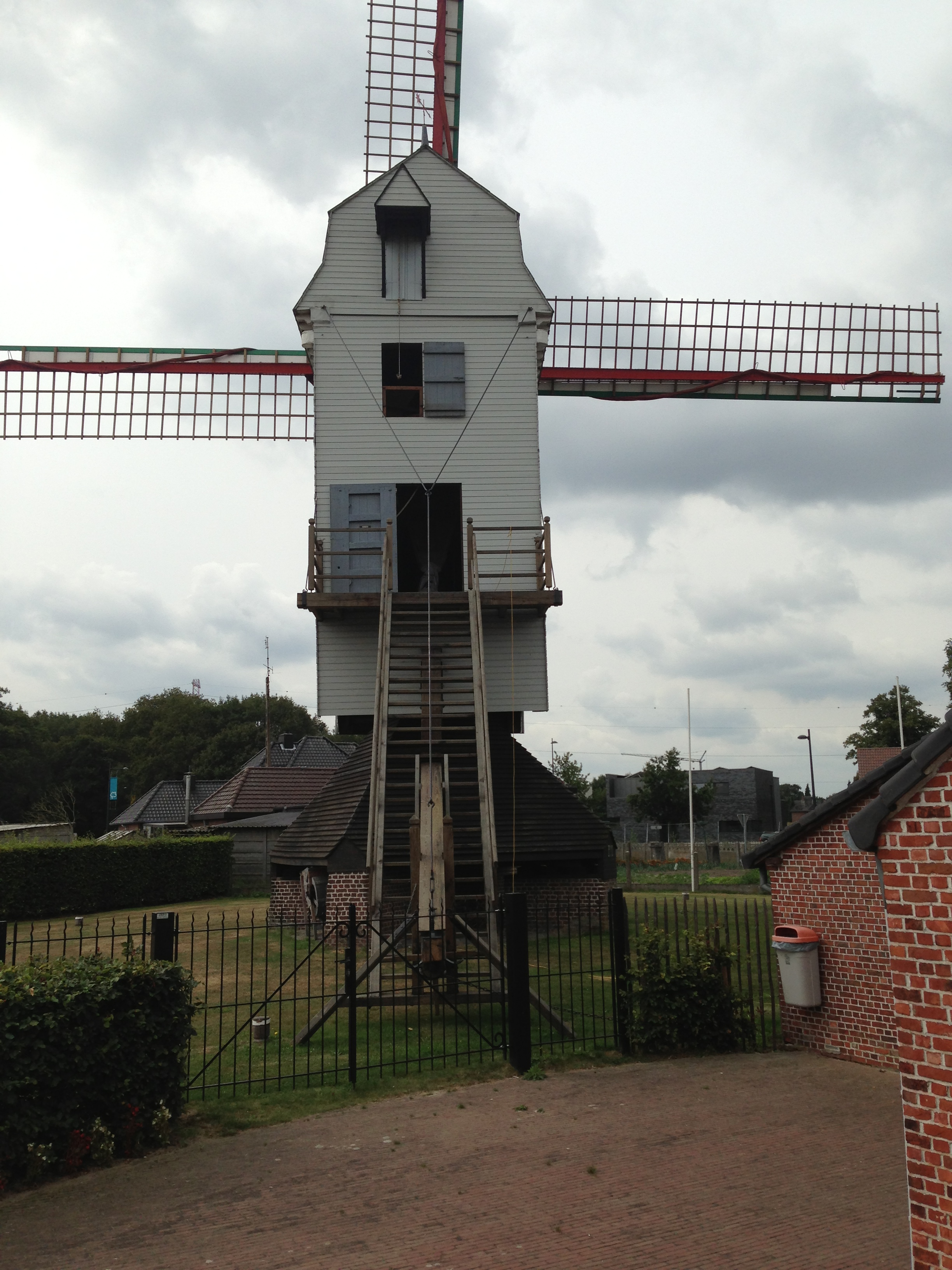
Achterzijde

De Stermolen is een halfopen standerdmolen die zich bevindt aan de Windmolenstraat in de buurtschap Hoenrik te Eksel in de Belgische provincie Limburg. Hij fungeerde als korenmolen.

## Geschiedenis
In deze buurtschap bevond zich sinds 1659 een windmolen, die echter op 20 maart 1886 door brand werd vernield. Hierop kocht men een molen aan die zich bevond te Henegouwen, niet ver van de Franse grens. Het is niet precies bekend in welk dorp deze molen heeft gestaan. De molen dateert uit begin 18e eeuw.
De naam Stermolen dankt de molen aan de op het molenhuis geschilderde windroos, die er begin 20e eeuw op werd aangebracht. De benaming kwam pas na 1960 in zwang.
In 1901 werd deze molen aangekocht en per spoor naar Eksel overgebracht. Hij werd opgericht niet ver van de voormalige molen. In 1954 werd één roede verwijderd, waarop de molen tot 1970 met een enkele roede verder draaide. Er werd uiteindelijk veevoer gemalen en wat boekweit, dat in porties van 1 kg werd verkocht. In 1970 ging de molenaar met pensioen en de molen werd gekocht door molenbouwer Adriaens uit Weert, die hem over wilde brengen naar Asten om daar de in hetzelfde jaar uitgebrande standerdmolen De Oostenwind te vervangen.
Hiertegen kwam verweer van de Ekselaren, in 1973 werd de molen beschermd en in 1977 werd ze aangekocht door de gemeente. Van 1983-1984 werd de molen gerestaureerd. In 2010 kwam in het molenhuis een educatieve tentoonstelling, waar kinderen vertrouwd werden gemaakt met windmolens en het molenaarsvak.
De molen is een standerdmolen van het Waals-Henegouwse type. Dit kenmerkt zich door een hoog molenhuis, een zware constructie en de bedekking door een geknikt zadeldak.
- Inventaris van het Bouwkundig Erfgoed (Vlaanderen): 80520